# Макганн, Стивен
Стивен Винсент Макганн (англ. Stephen Vincent McGann; род. 2 февраля 1963)  —  английский актёр кино, театра и телевидения.

## Биография
Он родился 2 февраля 1963 года в  Кенсингтоне (Ливерпуль) в католической семье ирландского происхождения. Его братья  Джо, Пол и Марк также актёры. Стивен начал свою профессиональную актёрскую карьеру в 1982 году   главной ролью в мюзикле Уилли Рассела «Кровные братья». В 1991 году он исполнил роль Штрауса-сына в интернациональном телепроекте «Династия Штраус».
Он также известен  как публичный спикер и коммуникатор науки. Макганн окончил Имперский колледж Лондона со степенью магистра в области научной коммуникации. В 2015 году он принимал участие с докладом в Кембриджском фестивале науки.

## Личная жизнь
С 1998 года Макганн женат на Хайди Томас, создателе и сценаристе сериала «Вызовите акушерку», в котором Стивен играет роль доктора Тёрнера. У пары есть сын Доминик. В настоящее время они проживают в городе Сафрон-Уолден.

## Избранная фильмография
- Джульет Браво (1983) — Саймон Бэйли
- Бруксайд (1985) — Дэвид Харгривз
- Бизнес как всегда (1987) — Терри Флинн
- Династия Штраус (1991) — Иоганн Штраус (сын)
- Грушко (1994) — Андрей Грушко
- Екатерина Великая (1996) — Алексей Григорьевич Орлов
- Арфистка (1999) — Генри Кеннеди
- Ферма Эммердейл (1999–2002) — Шон Рейнольдс[8]
- Чисто английское убийство (2007) —  Саймон Уинстэнли
- Вызовите акушерку (2012–н. в.) — д-р Патрик Тёрнер